# Neapoli, Aetolia-Acarnania
Neapoli  este un oraș în Grecia în prefectura Aetolia-Acarnania.